# Paolo Scarpi
Paolo Scarpi (Venezia, 17 gennaio 1949) è uno storico delle religioni italiano, esperto di religioni del mondo classico, professore ordinario di "Storia delle religioni" all'Università di Padova.

## Opere principali
- Spazio della trasgressione e spazio dell'ordine. Itinerari mitici della famiglia nell'antica Grecia, in Elisa Avezzù e Oddone Longo (a cura di), KOINON AIMA. Antropologia e lessico della parentela greca, Bari 1991, 63-75.
- Ermete Trismegisto, Poimandres, introd., trad. e commento a cura di Paolo Scarpi, Venezia, Marsilio 1997 (aggiornata e corretta) ("Letteratura Universale Marsilio"), 11-105.
- La fuga e il ritorno. Storia e mitologia del viaggio, Venezia, Marsilio 1992, 5-253.
- La terra senza male. Lontananza degli dei ed equilibrio cosmico nella Grecia antica, in M. Raveri (a cura di), Del bene e del male. Tradizioni religiose a confronto, Marsilio, Venezia 1997, 117-24.
- Apollodoro, I miti greci (Biblioteca), introduzione, commento ed edizione a cura di P. Scarpi, trad. di Maria Grazia Ciani, Fondazione Valla - Mondadori, Milano 1996, XXXIV-833; 1984, XXXIV-831 (edizione riveduta e corretta: introduzione, commento, edizione e indice mitologico a cura di P. Scarpi).
- Le religioni dei misteri (2 voll.), Fondazione Valla - Mondadori, Milano 2002.
- La rivelazione segreta di Ermete Trismegisto (2 voll.), Fondazione Valla - Mondadori, Milano 2011.